# サーモアナエロバクター属
サーモアナエロバクター属(Thermoanaerobacter)は好熱性嫌気性非芽胞性グラム陽性桿菌で、T. ethanolicusが基準種である。
天然には温泉などに存在する。好熱性で嫌気性であることから、糖類を分解して有用な化合物を得る研究などに用いられることも多い。T. cellulolyticus（野沢温泉で発見された）はセルロースを酢酸等に分解することが知られている。また、T. tengcongensisなどは遺伝子が良く調べられている。

## 含まれる種
T. acetoethylicus、T. brockii、T. ethanolicus、T. italicus、T. kivui、T. mathranii、T. pseudethanolicus、T. siderophilus、T. sulfurigignens、T. sulfurophilus、T. thermocopriae、T. thermohydrosulfuricus、T. uzonensis、T. wiegelii